# البعثة الكنسية الروسية الأرثوذكسية في القدس
البعثة الكنسية الأرثوذكسية الروسية في القدس (الروسية: Русская духовная миссия в Иерусалиме) تأسست في القرن التاسع عشر لتكون بمثابة ممثل للكنيسة الأرثوذكسية الروسية لدى الكنيسة الأرثوذكسية اليونانية في القدس والإشراف على المرافق التي ترعى الآلاف من الحجاج الذين كانوا يتدفقون آنذاك إلى الأراضي المقدسة من الإمبراطورية الروسية.

## تاريخ

### 1847-1920

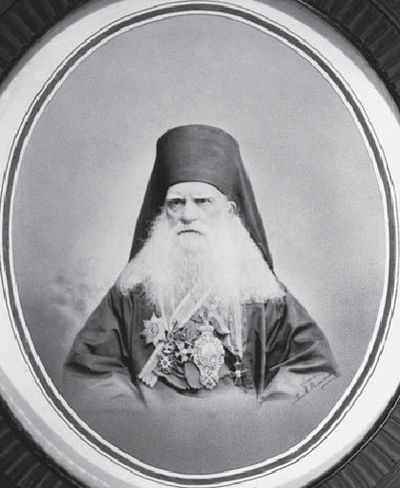
بورفيريوس أوسبنسكي

أُرسلت أول بعثة كنسية أرثوذكسية روسية إلى القدس في عام 1847 بقيادة الأرشمندريت بورفيريوس أوسبنسكي، ولكن لم تعترف بها الحكومة التركية العثمانية التي كانت تحكم فلسطين في ذلك الوقت. أُرسلت هذه البعثة الأولى لإجراء أبحاث أثرية وتنظيم رحلات الحج من روسيا إلى الأراضي المقدسة. ومع ذلك، أدى اندلاع حرب القرم بين الدولة العثمانية وروسيا إلى عودة أعضاء البعثة إلى روسيا.

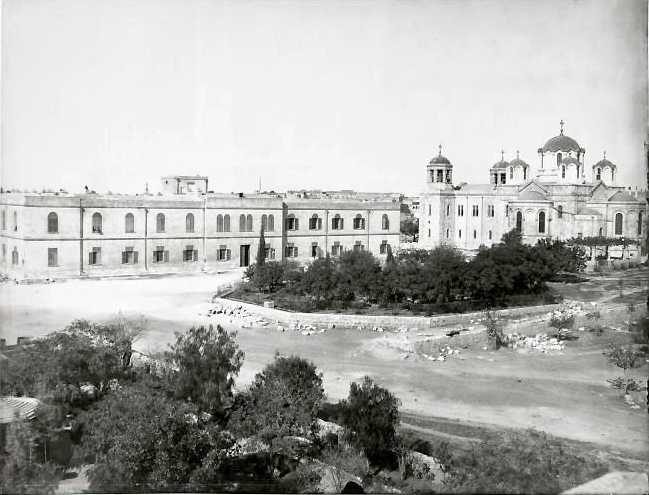
المجمع الروسي وكاتدرائية الثالوث المقدس

ولم تعد البعثة إلا في عام 1857، وهذه المرة بالاعتراف الرسمي من الحكومة التركية العثمانية. استأنفت البعثة عملها السابق في تنظيم رحلات الحج من روسيا إلى فلسطين، كما بدأت في رعاية العمل الخيري والتعليمي بين المسيحيين العرب الأرثوذكس الذين يشكلون غالبية أعضاء الكنيسة الأرثوذكسية في القدس.
كانت البعثة المستعادة بقيادة الأسقف كيرلس نوموف من ميليتوبول، ووصلت إلى القدس في يناير 1858. وقد خلفه الأرشمندريت ليونيد كافلين، الذي نقلت البعثة تحت قيادته مقرها الرئيسي من منزلها الأول في دير رئيس الملائكة المقدس إلى ممتلكاتها الخاصة، المعروفة الآن باسم المجمع الروسي في القدس.
تحت إشراف الأب وقد قام خليفة ليونيد، عالم البيزنطي الشهير أنطونين كابوستين، بتوسيع وجود البعثة بشكل كبير في فلسطين، واستحوذت على العديد من الممتلكات في محاولة للحفاظ على الأماكن المقدسة المسيحية الأرثوذكسية ورعاية احتياجات العديد من الحجاج الذين يتدفقون إلى المنطقة. ومن بين الممتلكات الأخرى للأب. استولى أنطونيوس على الأرض التي تقع عليها بلوطة ممرا، وقمة جبل الزيتون، وقبر القديسة طابيثا في يافا.
الأب استمر عمل أنطونين، الذي استمر دعمه من قبل الحكومة الإمبراطورية في روسيا، في الاستمرار من قبل خلفائه، الأرشمندريت رافائيل تروخين، ألكسندر جولوفين، ليونيد سينتسوف. خلال فترة حكمهم، تم الاستحواذ على أراضٍ جديدة في بيت عنيا والخليل وكذلك في أماكن أخرى في فلسطين. منذ عام 1882، تلقت البعثة المساعدة في عملها من الجمعية الإمبراطورية الأرثوذكسية الفلسطينية.
أدى اندلاع الحرب العالمية الأولى إلى تجميد عمل البعثة. وبما أن روسيا وتركيا العثمانية كانتا على جانبين متقابلين من الصراع، فقد شهدت بداية الحرب طرد الأب. ليونيد مع جميع رجال الدين والموظفين في البعثة وإغلاق كنائسها، ولكن ليس أديرتها وأديرتها. ولم يتمكن أفراد البعثة من العودة من مصر إلا في عام 1919 ومع إنشاء الانتداب البريطاني على فلسطين.
بسبب الأب عزاء ليونيد في عام 1918 الأب. تولى ميليتيوس، الرجل الثاني في قيادة البعثة، مسؤولية إدارتها. ونتيجة للحرب والثورة البلشفية، اختفى تمويل البعثة بشكل شبه كامل، كما انقطع تدفق الحجاج من الإمبراطورية الروسية السابقة. وعلى الرغم من الحرمان الذي عانت منه البعثة، فقد تمكنت من إعادة فتح الكنائس وحتى إنشاء مدرسة جديدة للفتيات في بيت عنيا، وإنشاء دير القديسة مريم المجدلية في جثسيماني، وشراء الأراضي على طول ضفاف نهر الأردن.

### الانقسام بعد الثورة الروسية
بالإضافة إلى الصعوبات المالية التي واجهتها البعثة في فترة ما بعد الحرب العالمية الأولى، كان عليها أيضًا التعامل مع الانقسامات داخل الكنيسة الأرثوذكسية الروسية التي نشأت في أعقاب سجن البطريرك القديس تيخون من موسكو وكل روسيا من قبل الحكومة السوفيتية ووفاته لاحقًا. عندما فقدت الاتصال مع بطريركية موسكو في عام 1920، خضعت قيادة البعثة للمجمع الخارجي الذي نظمه المطران أنتوني خرابوفيتسكي من كييف للكنيسة الأرثوذكسية الروسية خارج روسيا.
أرسل المجمع في الخارج رئيس الأساقفة أناستاسيوس غريبانوفسكي، الذي أصبح فيما بعد الزعيم الثاني للكنيسة الأرثوذكسية الروسية خارج روسيا، إلى القدس للمساعدة في تأسيس البعثة على أسس قانونية ثابتة في الوضع الجديد الناجم عن الاضطرابات في الإمبراطورية الروسية السابقة وتأسيس الانتداب.
انتهت وحدة البعثة تحت المجمع في الخارج بتقسيم السيادة البريطانية بين دولة إسرائيل التي أنشئت حديثًا (التي تأسست في عام 1948) والمملكة الأردنية الهاشمية، مع استيلاء الحكومة الإسرائيلية الموالية للسوفييت على ممتلكاتها في إسرائيل ونقلها إلى بطريركية موسكو المدعومة من السوفييت، والتي أنشأت إدارة بعثتها الخاصة تحت قيادة الأرشمندريت ليونيد (لوباتشيف).
تم نقل إدارة البعثة الأصلية، والتي كان مقرها في المجمع الروسي الذي تم تسليمه إلى بطريركية موسكو، أولاً إلى جثسيماني ثم إلى جبل الزيتون. وعلى الرغم من الخسائر التي تكبدتها بطريركية موسكو، تمكنت البعثة الأصلية من شراء موقع أول دير عظيم في الأرض المقدسة، دير القديس خريطون في وادي فاران، وإنشاء إسقيط هناك تحت قيادة الأرشمندريت ديمتريوس. الأب قاد ديميتريوس برفقة رئيس أساقفة برلين ألكسندر البعثة في الاحتفال بالذكرى المئوية لتأسيسها في عام 1958.
في أوائل عام 1991، زار ألكسي الثاني، بطريرك موسكو وسائر روسيا، الأراضي المقدسة، وصرح خلال حجه بأنه جاء "ليصلي أولاً في جلجثة الرب نيابةً عن جلجثتنا الروسية، وليزور أماكن حزنه ومجده، وموته وقيامته". استضاف البطريرك ألكسيوس البابا ديودوروس الأول، الذي حافظ أيضًا على شركة كنيسته مع الكنيسة الأرثوذكسية الروسية خارج روسيا على الرغم من انفصالها عن بطريركية موسكو.

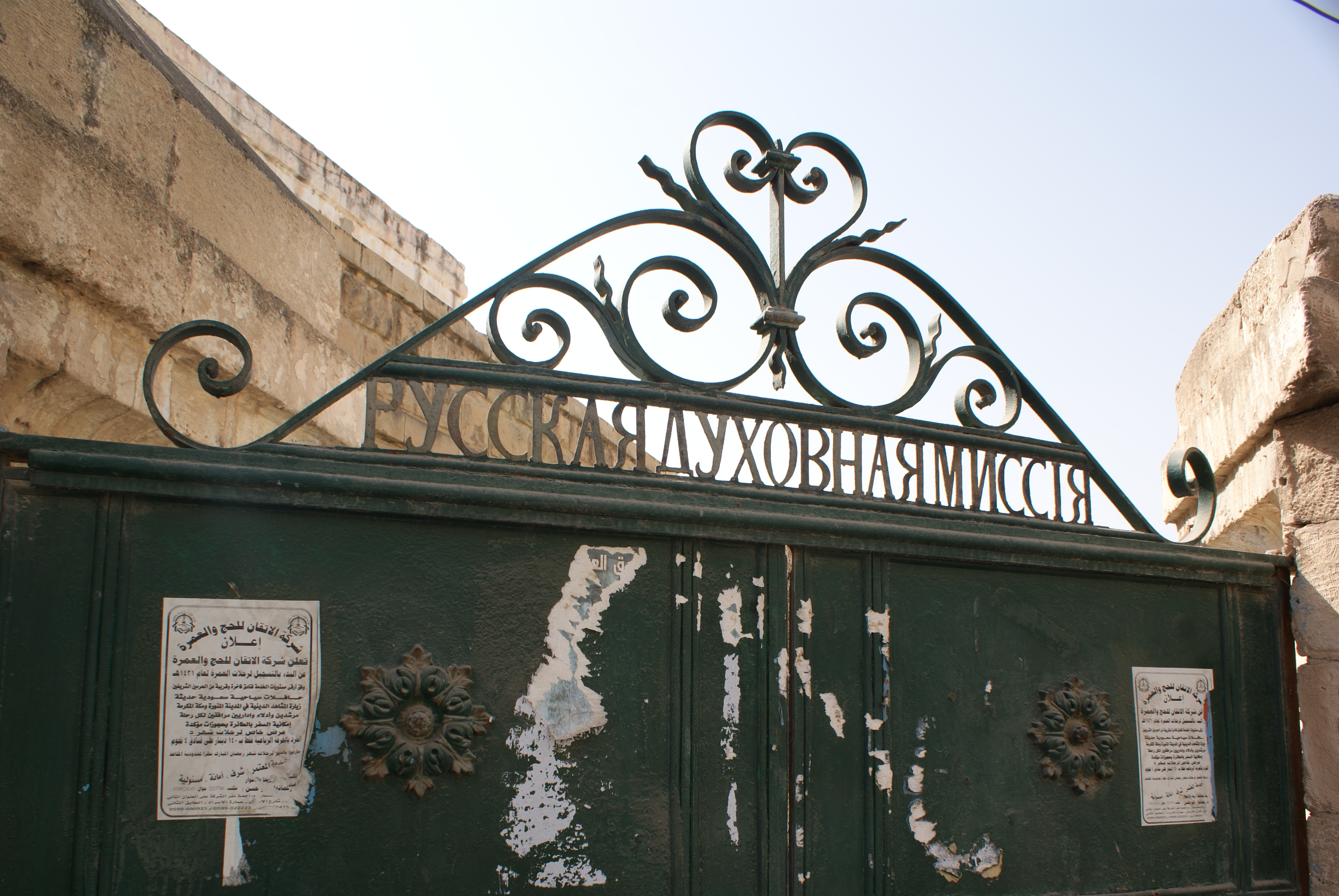
البعثة في أريحا

وفي تسعينيات القرن العشرين، اندلعت التوترات بين البعثتين عندما قامت الحكومة الإسرائيلية، تحت ضغط روسي، بنقل ممتلكات البعثة الأصلية في الخليل وأريحا إلى البعثة البطريركية. وقد أدى الطرد القسري لرهبانهم والقائمين على رعايتهم إلى تفاقم العلاقات المتوترة بالفعل بين البعثتين، والتي لم تبدأ في التعافي إلا بعد المصالحة بين بطريركية موسكو والكنيسة الأرثوذكسية الروسية خارج روسيا في عام 2007. (اليوم تتم إدارة ممتلكات أريحا بشكل مشترك من قبل البعثتين.)

## اليوم الحاضر
مع استمرار تعافي حياة الكنيسة في الاتحاد السوفييتي السابق، يتدفق عدد متزايد من الحجاج من روسيا وأوكرانيا وغيرهما من جمهوريات الاتحاد السوفييتي السابق إلى الأراضي المقدسة. ويتقاسم شطرا البعثة الكنسية الأرثوذكسية الروسية العمل على رعاية هؤلاء الحجاج وإدارة الأماكن المقدسة تحت السلطة القضائية الأرثوذكسية الروسية.
البعثة البطريركية في هذا الوقت يقودها الأرشمندريت فاسيان (زمييف).
الرئيس الحالي (اعتبارًا من فبراير 2013) بالإنابة لبعثة ROCOR هو الراهب رومان (كراسوفسكي)، الذي كان سابقًا في دير الثالوث الأقدس في جوردانفيل، نيويورك.

## المواقع
- دير الصعود للطائفة الأرثوذكسية الروسية في القدس مع كنيسة الصعود للطائفة الأرثوذكسية الروسية في القدس

## روابط خارجية
- البعثة الكنسية الأرثوذكسية الروسية لبطريركية موسكو